# Happy New Year (film)
Happy New Year är en indisk kupp-actionkomedifilm från 2014, regisserad av Farah Khan och producerad av Gauri Khan.
I rollerna finns bland andra Shahrukh Khan, Deepika Padukone, Abhishek Bachchan, Sonu Sood, Boman Irani, Vivaan Shah och Jackie Shroff.
Filmen distribueras globalt av Yash Raj Films.
Happy New Year var det tredje samarbetet mellan Shahrukh Khan och regissören; de har tidigare jobbat med Main Hoon Na (2004) och Om Shanti Om (2007) tillsammans.
Filmen släpptes på Diwali, den 24 oktober 2014, på tre olika språk: hindi, tamil och telugu.

## Handling
Filmen inleds i Dubai  vid finaltävlingarna av WDC (World Dance Championship) där en pojke springer och berättar för några män att det indiska laget saknas.
Filmen går sedan till en flashback.
Chandramohan "Charlie" Sharma (Shahrukh Khan) är en street fighter som längtar efter att hämnas sin far som sattes dit som tjuv av (Jackie Shroff).

## Rollista
- Shahrukh Khan som Chandramohan Sharma (Charlie)
- Deepika Padukone som Mohini Joshi
- Abhishek Bachchan som Nandu Bhide/Vicky Grover
- Sonu Sood som Jagmohan Prakash (Jag)
- Boman Irani som Temhton Irani (Tammy)
- Vivaan Shah som Rohan Singh[4]
- Jackie Shroff som Charan Grover[5]

### Mindre roller
- Kiku Sharda som Faroj Khan/Palak (danslärare/koreograf)
- Dino Morea som ledare av danstävlingen[6]
- Prabhu Deva som dansintuktör (cameo)[7]
- Sarah-Jane Dias som Laila (cameo)[8]
- Malaika Arora Khan som hjältinnan i en filminspelning[9]
- Anurag Kashyap som sig själv/domare[10]
- Vishal Dadlani som sig själv/domare[10]
- Sajid Khan som regissör[11]
- Anupam Kher[12] som Manohar Sharma
- Geeta Kapoor som domare för World Dance Championship

### Fotnoter
1. ↑  ”Yash Raj Films”. Yash Raj Films. 24 mars 2014. http://www.yashrajfilms.com/News/NewsDetails.aspx?NewsID=5a377032-2dd1-4b13-bbbd-1f9d8a2ab4c9. Läst 11 augusti 2014.
2. ↑  ”SRK's Happy New Year to release this Diwali”. Hindustan Times. 1 januari 2014. http://www.hindustantimes.com/bollywood/srk-s-happy-new-year-to-release-this-diwali/story-UZhkUQh0Bx4tQjNH6cJHIM.html. Läst 10 augusti 2014.
3. ↑  ”Shahrukh Khan's Happy New Year Releasing In Telugu” (på engelska). filmibeat.com. 24 mars 2014. http://www.filmibeat.com/telugu/news/2014/shahrukh-khan-happy-new-year-release-telugu-version-134865.html.
4. ↑  ”Arkiverade kopian”. Arkiverad från originalet den 6 oktober 2014. https://web.archive.org/web/20141006111455/http://www.hny.co.in/cast.html. Läst 11 november 2014.
5. ↑  Official: Happy New Year Cast Arkiverad 6 oktober 2014 hämtat från the Wayback Machine.
6. ↑  ”Dino Morea to play small role in Shah Rukh Khan’s ‘Happy New Year’”. The Indian Express. 29 mars 2014. http://indianexpress.com/article/entertainment/bollywood/dino-morea-to-play-small-role-in-shah-rukh-khans-happy-new-year/. Läst 10 augusti 2014.
7. ↑  ”Shah Rukh Khan mesmerised by Prabhu Deva's Happy New Year dance moves - NDTV”. Movies.ndtv.com. 27 november 2013. https://www.ndtv.com/entertainment/shah-rukh-khan-mesmerised-by-prabhu-devas-happy-new-year-dance-moves-614943. Läst 10 augusti 2014.
8. ↑  ”Sarah-Jane Dias bags cast honour in Shahrukh-Farah Khan's HAPPY NEW YEAR - Yahoo Movies India”. In.movies.yahoo.com. 13 februari 2014. https://in.movies.yahoo.com/news/sarah-jane-dias-bags-cast-honour-shahrukh-farah-084358752.html. Läst 10 augusti 2014.
9. ↑  ”Malaika Arora Khan: Just doing a cameo in Happy New Year - NDTV”. Movies.ndtv.com. 18 januari 2014. https://www.ndtv.com/entertainment/malaika-arora-khan-just-doing-a-cameo-in-happy-new-year-636970. Läst 10 augusti 2014.
10. 1 2  June 10, 2014 18:30 IST (10 juni 2014). ”Anurag Kashyap, Vishal Dadlani to 'Expose' in Shah Rukh Khan Starrer 'Happy New Year'”. Ibtimes.co.in. http://www.ibtimes.co.in/anurag-kashyap-vishal-dadlani-expose-shah-rukh-khan-starrer-happy-new-year-601975. Läst 10 augusti 2014.
11. ↑  Bollywood Hungama (22 oktober 2013). ”Sajid Khan to do cameo in Farah's Happy New Year | Bollywood News | Hindi Movies News | News”. BollywoodHungama.com. http://www.bollywoodhungama.com/news/2185493/Sajid-Khan-to-do-cameo-in-Farahs-Happy-New-Year. Läst 10 augusti 2014.
12. ↑  Wed, August 6, 2014 5:22pm UTC by Prateek Sur (6 augusti 2014). ”Happy New Year Trailer: why is the Shah Rukh Khan-Deepika Padukone starrer creating a buzz before release? – Bollywood News & Gossip, Movie Reviews, Trailers & Videos at”. Bollywoodlife.com. http://www.bollywoodlife.com/news-gossip/happy-new-year-trailer-why-is-the-shah-rukh-khan-deepika-padukone-starrer-creating-a-buzz-before-release/. Läst 10 augusti 2014.